# Grace Gummer
Grace Gummer, född 9 maj 1986 i New York, är en amerikansk skådespelare.
Hon är dotter till Meryl Streep och Don Gummer samt syster till Mamie Gummer, Louisa Gummer och Henry Wolfe Gummer. År 2019 gifte hon sig med musikern Tay Strathairn, men paret separerade redan efter en dryg månad tillsammans. Skilsmässan gick igenom 2020. Sedan 2021 är gon gift med musikern Mark Ronson. Tillsammans har de en dotter född 2022.

## Filmografi (i urval)

### Film
- 2011 – Larry Crowne
- 2012 – Frances Ha
- 2013 – The Homesman
- 2014 – Jenny's Wedding
- 2014 – Learning to Drive

### TV
- 2013 – Zero Hour (TV-serie)
- 2013–2014 – The Newsroom (TV-serie)
- 2014 – Extant (TV-serie)
- 2013 – American Horror Story: Coven (TV-serie)
- 2014–2015 – American Horror Story: Freak Show (TV-serie)
- 2015 – American Horror Story: Hotel (TV-serie)
- 2016 – Mr Robot (TV-serie)